# Jason Lewis
Jason Lewis (Newport Beach (Californië), 25 juni 1971) is een Amerikaans acteur/model.

## Levensloop
Jason wilde altijd de wereld al rondreizen. Hij nam vele baantjes aan, en toen hij genoeg geld had, trok Jason naar Europa. In juni 1993 werd Jason als model aangenomen in Parijs. Niet veel later trok hij naar Milaan, waar hij enorm populair werd. Vlak voor 1994 stond Jason al op de beroemdste posters (onder andere Tommy Hilfiger).
Jason nam acteerlessen en werd daarna een acteur. In 1995 speelde hij in een televisieserie. Zijn eerste film was in 1998 en er komen dit jaar twee films met hem erin uit.
Jason speelde gastrollen in onder andere de televisieseries Beverly Hills, 90210, Sex and the City en Charmed. Daarnaast was hij te zien als Chad Barry in de tv-serie Brothers & Sisters. Jason speelde opnieuw de rol van Smith Jerrod in de van de tv-serie afgeleide speelfilm Sex and the City uit 2008.
- Gemeinsame Normdatei: 1013086791
- International Standard Name Identifier: 0000 0001 2018 3287
- Library of Congress Control Number: no2005049276
- Nationale bibliotheek van Australië: 41897987
- Nederlandse Thesaurus van Auteursnamen: 297848216
- Trove: 1456567
- Virtual International Authority File: 76048322
- WorldCat: E39PBJppvRv77jrV8jVgbvKfMP